# Le Bourget
Le Bourget és un municipi francès, situat al departament de Sena Saint-Denis i a la regió de Illa de França. L'any 2007 tenia 12.961 habitants.
Forma part del cantó de La Courneuve i del districte de Le Raincy. I des del 2016, de la divisió Paris Terres d'Envol de la Metròpoli del Gran París.

## Demografia

### Població
El 2007 la població de fet de Le Bourget era de 12.961 persones. Hi havia 5.268 famílies, de les quals 2.000 eren unipersonals (950 homes vivint sols i 1.050 dones vivint soles), 1.154 parelles sense fills, 1.495 parelles amb fills i 619 famílies monoparentals amb fills.
La població ha evolucionat segons el següent gràfic:
Habitants censats

### Habitatges
El 2007 hi havia 5.882 habitatges, 5.426 eren l'habitatge principal de la família, 31 eren segones residències i 426 estaven desocupats. 1.065 eren cases i 4.519 eren apartaments. Dels 5.426 habitatges principals, 2.460 estaven ocupats pels seus propietaris, 2.833 estaven llogats i ocupats pels llogaters i 133 estaven cedits a títol gratuït; 787 tenien una cambra, 1.406 en tenien dues, 1.734 en tenien tres, 989 en tenien quatre i 510 en tenien cinc o més. 2.921 habitatges disposaven pel capbaix d'una plaça de pàrquing. A 2.764 habitatges hi havia un automòbil i a 712 n'hi havia dos o més.

### Piràmide de població
La piràmide de població per edats i sexe el 2009 era:
| Homes | Edats   | Dones |
| ----- | ------- | ----- |
| 0     | 95 o +  | 13    |
| 9     | 90 a 94 | 60    |
| 53    | 85 a 89 | 66    |
| 49    | 80 a 84 | 74    |
| 147   | 75 a 79 | 271   |
| 146   | 70 a 74 | 250   |
| 202   | 65 a 69 | 242   |
| 213   | 60 a 64 | 223   |
| 289   | 55 a 59 | 243   |
| 501   | 50 a 54 | 390   |
| 507   | 45 a 49 | 424   |
| 461   | 40 a 44 | 431   |
| 615   | 35 a 39 | 538   |
| 617   | 30 a 34 | 494   |
| 518   | 25 a 29 | 485   |
| 436   | 20 a 24 | 384   |
| 375   | 15 a 19 | 362   |
| 318   | 10 a 14 | 321   |
| 437   | 5 a 9   | 416   |
| 343   | 0 a 4   | 318   |

## Economia

### Salaris i ocupació
El 2007 el salari net horari mitjà era 11,7 €/h en el cas dels alts càrrecs era de 20,5 €/h
(21,2 €/h els homes i 19 €/h les dones), el dels professionals intermedis 13,2 €/h (13,5 €/
h els homes i 12,8 les dones), el dels empleats 9,6 €/h (9,5 €/h els homes i 9,8 €/h les
dones) i el dels obrers 9,8 €/h (10,1 €/h els homes i 8,5 €/h les dones).
El 2007 la població en edat de treballar era de 8.567 persones, 6.586 eren actives i 1.981 eren inactives. De les 6.586 persones actives 5.494 estaven ocupades (3.036 homes i 2.458 dones) i 1.092 estaven aturades (577 homes i 515 dones). De les 1.981 persones inactives 458 estaven jubilades, 682 estaven estudiant i 841 estaven classificades com a «altres inactius».

### Ingressos
El 2009 a Le Bourget hi havia 5.612 unitats fiscals que integraven 15.687 persones, la mediana anual d'ingressos fiscals per persona era de 13.961 €.

### Activitats econòmiques
Dels 720 establiments que hi havia el 2007, 3 eren d'empreses extractives, 5 d'empreses alimentàries, 1 d'una empresa de coc i refinatge, 6 d'empreses de fabricació de material elèctric, 37 d'empreses de fabricació d'altres productes industrials, 97 d'empreses de construcció, 179 d'empreses de comerç i reparació d'automòbils, 77 d'empreses de transport, 59 d'empreses d'hostatgeria i restauració, 21 d'empreses d'informació i comunicació, 18 d'empreses financeres, 32 d'empreses immobiliàries, 96 d'empreses de serveis, 58 d'entitats de l'administració pública i 31 d'empreses classificades com a «altres activitats de serveis».
Dels 177 establiments de servei als particulars que hi havia el 2009, 1 era una oficina de correu, 5 oficines bancàries, 3 funeràries, 8 tallers de reparació d'automòbils i de material agrícola, 1 taller d'inspecció tècnica de vehicles, 4 establiments de lloguer de cotxes, 4 autoescoles, 10 paletes, 15 guixaires pintors, 12 fusteries, 8 lampisteries, 15 electricistes, 25 empreses de construcció, 10 perruqueries, 1 agència de treball temporal, 37 restaurants, 13 agències immobiliàries, 4 tintoreries i 1 saló de bellesa.
Dels 37 establiments comercials que hi havia el 2009, 3 eren supermercats, 1 una gran superfície de material de bricolatge, 10 botiges de menys de 120 m², 6 fleques, 3 carnisseries, 5 llibreries, 4 botigues de roba, 2 botigues d'electrodomèstics i 3 floristeries.

## Equipaments sanitaris i escolars
El 2009 hi havia 1 hospital de tractaments de mitja durada (seguiment i rehabilitació), 1 centre de salut, 4 farmàcies i 1 ambulància.
El 2009 hi havia 3 escoles maternals i 3 escoles elementals. Le Bourget disposava de 2 col·legis d'educació secundària amb 769 alumnes.

## Poblacions més properes
El següent diagrama mostra les poblacions més properes.